# Ana Santos Aramburo
Ana Santos Aramburo (Zaragoza, 1957) es una bibliotecaria española. Fue directora de la Biblioteca Nacional de España durante más de una década, entre 2013 y 2024.

## Biografía
Es licenciada en Geografía e Historia por la Universidad de Zaragoza (designada Alumna Distinguida de su Facultad de Filosofía y Letras, el 26 de abril de 2012), y diplomada en Biblioteconomía y Documentación por el Centro de Estudios Documentales del Ministerio de Cultura. Su tesis de licenciatura fue «Documentación Artística en el Archivo de Protocolos Notariales de Zaragoza en el siglo XVII».
En 1982, comenzó a trabajar en la Universidad Complutense de Madrid, donde desarrolló buena parte de su carrera profesional durante más de veinticinco años: entre 1987 y 1991 trabajó en la Biblioteca de la Facultad de Ciencias Económicas y Empresariales, donde llegó a ocupar el cargo de subdirectora. Entre 1993 y 2001 ocupó la vicedirección de la Biblioteca de la Universidad Complutense, responsabilizándose de la implantación del programa de gestión informatizada y de la incorporación de nuevos servicios de acceso a información científica a través de la red. Entre octubre de 2003 y marzo de 2007 fue la directora de la Biblioteca Histórica Marqués de Valdecilla, que es la depositaria del patrimonio bibliográfico de la Universidad Complutense. Fue también directora general de Bibliotecas y Archivos del Ayuntamiento de Madrid y directora de Acción Cultural de la Biblioteca Nacional (2007-2011).

## Directora de la Biblioteca Nacional de España
Poco tiempo después de la conmemoración del tricentenario de la institución, el Ministerio de Educación, Cultura y Deporte decidió el relevo de Glòria Pérez-Salmerón al frente de la Biblioteca Nacional de España y el nombramiento de Ana Santos Aramburo, quien ya había desempeñado la labor de directora de Acción Cultural. Tras su nombramiento, Santos Aramburo defendió la puesta en marcha del depósito legal digital como una de las prioridades de su mandato, así como la recuperación del estatus de dirección general que la BNE había poseído con anterioridad. En abril de 2014 se aprueba la resolución que regulará la concesión de la condición de bibliotecario emérito a aquellos profesionales que hayan destacado en los servicios prestados a la institución.
En julio de ese mismo año, sale adelante el proyecto de ley reguladora de la Biblioteca Nacional de España, que será definitivamente aprobada al año siguiente, dotando a la biblioteca de una mayor autonomía y un estatus similar al Museo del Prado y el Museo Nacional Centro de Arte Reina Sofía. En 2016, se aprueba también el Estatuto de la institución, derivado de la Ley 1/2015, con el fin de desarrollar su contenido y garantizar su mandato. La nueva normativa adapta la institución al entorno digital y reconoce órganos colegiados de gestión, como el Real Patronato, con importante representación de la sociedad civil.
Desde abril de 2009 y con el propósito de su preservación, la BNE había estado guardando copias de documentos web bajo el Dominio de Internet .es en virtud de un acuerdo con Internet Archive. Bajo el mandato de Ana Santos esta información pasa a estar alojada en servidores propios de la BNE, y se marca el objetivo de ampliar su capacidad para la preservación de vídeos digitales.
En julio de 2015 queda aprobada la ley del depósito legal de las publicaciones en línea, que hace recaer en los centros de conservación, como la BNE, la responsabilidad de preservar el patrimonio cultural en línea. En varias ocasiones Ana Santos ha apostado por la reformulación del papel de las bibliotecas en el entorno digital actual, la apertura a la ciudadanía y que la prestación de los servicios se lleve a cabo por parte de personal propio.

### Impulso a la digitalización

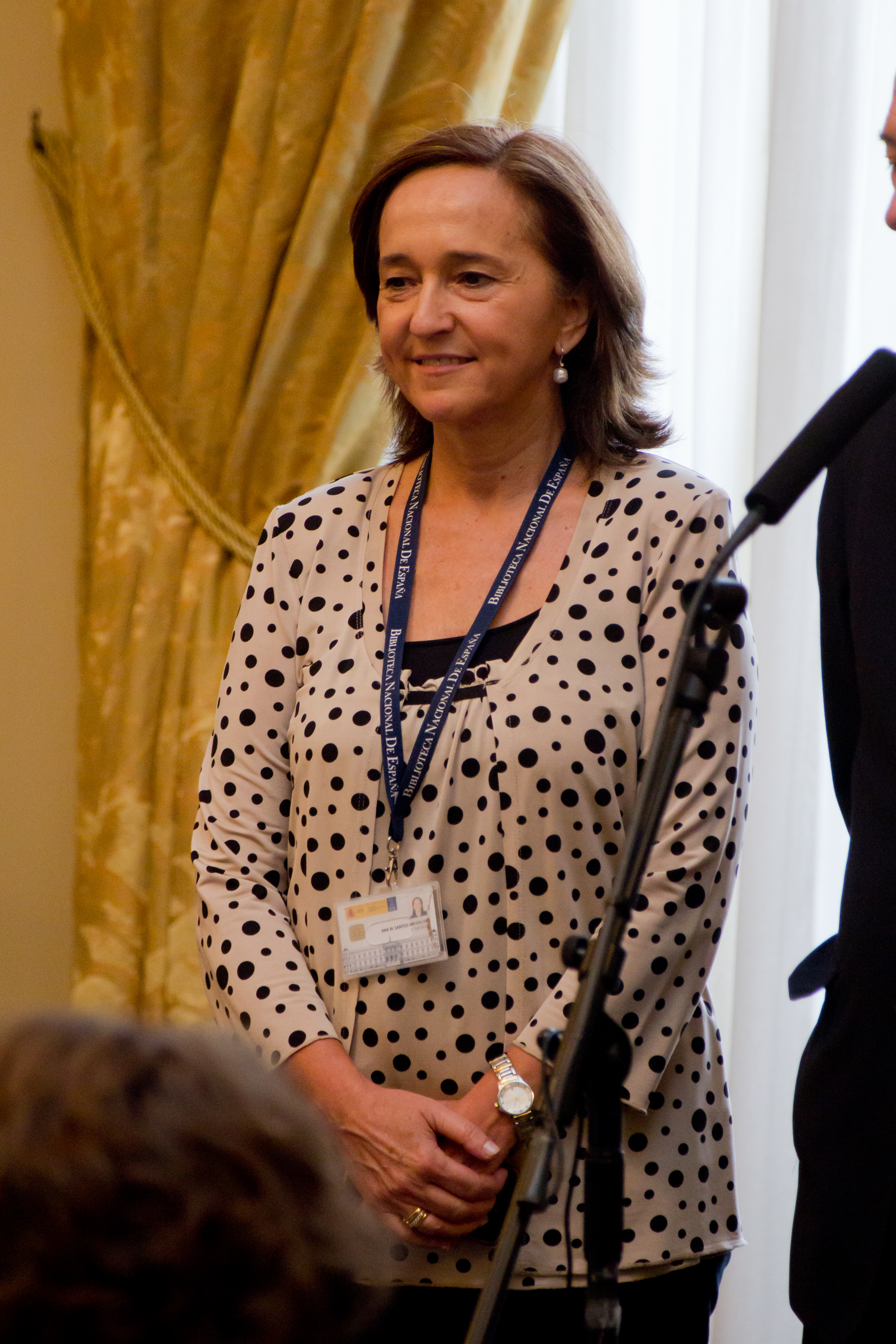
Ana Santos Aramburo durante el Editatón sobre lengua y literatura españolas de Madrid en 2014

Otras de las grandes apuestas bajo su dirección han sido la digitalización y la reutilización de los contenidos, materializadas en proyectos como BNELab, que buscan poner el patrimonio cultural español a disposición de todos y fomentar el uso de los recursos y fondos de la Biblioteca.
Santos también ha impulsado el Día de las Escritoras, una jornada que se celebra anualmente desde 2016 para reivindicar la igualdad de género en la cultura y la labor y trayectoria de las autoras tantas veces relegadas a un segundo plano a lo largo de la historia.
En mayo de 2023 anunció su intención de jubilarse, iniciándose así el proceso para la selección de un nuevo director. Finalmente, en febrero de 2024, tras casi 11 años al frente de la Biblioteca Nacional, el Ministerio de Cultura le concedió la jubilación y nombró a su sustituyo, Óscar Arroyo Ortega.

## Premios
Ha sido galardonada con el Premio a la Trayectoria Profesional en el Sector del Libro de Aragón 2015, que concede el Gobierno de Aragón y con el Premio a los Valores Humanos y el Conocimiento en la XIV edición de los Premios HERALDO. En 2022 recibió la Encomienda de Alfonso X como reconocimiento al trabajo y significación de la BNE.En 2023 ha recibido el Premio Aster, de la escuela de negocios ESIC Aragón, en reconocimiento a su trayectoria profesional. 

## Publicaciones
- «La lectura: mucho más que un negocio». Informe Omniprom: 53-58. 2013.

- «El archivo de la web española». Revista Trama y Texturas (22): 101-110. Diciembre de 2013.

- «Una lectora de libros de caballerías: La Condesa de Campo de Alange». Amadis de Gaula: 500 años de libros de caballerías. Catálogo de la exposición celebrada en la Biblioteca Nacional de España (Madrid: BNE). 2008.

- «La colección de libros de caballerías de la Condesa de Campo de Alange». Pliegos de Bibliofilia: 3-16. 2004.

- «Las procedencias de la Biblioteca Histórica de la Universidad Complutense: una primera aproximación». La Memoria de los libros. Estudios sobre el estudio del escrito y de la lectura en Europa y América (Salamanca: Instituto de Historia del Libro y de la Lectura). 2004.

- «La colección de incunables de la Biblioteca Histórica de la Universidad Complutense». [Ed.facsimilar de la ed. de Segovia, Juan Parix, 1472]. Andrés Escobar: Modus Confitendi (Segovia). 2004.

- «La Biblioteca Histórica de la Universidad Complutense». CLIP (40). 2003.

- «El bachiller de Borja Pedro de Moncayo y las distintas ediciones de su "Flor de varios romances"». Cuadernos de Estudios Borjanos (CSIC, Institución Fernando el Católico (en prensa)).

- El padre Florez y la Biblioteca Histórica de la Universidad Complutense. Madrid: Biblioteca Histórica. 2003.

- Sermones y oraciones fúnebres dedicadas al Cardenal Cisneros en la Biblioteca Histórica de la Universidad Complutense. Madrid: Biblioteca Histórica. 2003.

- «Sor Mariana Sallent, poetisa clarisa del siglo XVII». Cuadernos de Estudios Borjanos (CSIC, Institución Fernando el Católico). Tercer trimestre de 2002.

- «Los servicios bibliotecarios: tradición y modernidad». Actas XII Jornadas de la Asociación Andaluza de Bibliotecarios (Sevilla). 2000.

- «El impacto de las nuevas tecnologías en la Biblioteca Universitaria. II Jornadas de gestión administrativa de la UCM. Ponencias y conclusiones del área de Biblioteca». Documentos de Trabajo de la Biblioteca de la Universidad Complutense, 94/4.

- «Conversión retrospectiva: Métodos y propuestas de viabilidad». Tratado básico de Biblioteconomía (Editorial Complutense). 1995.

- «Internet y las Bibliotecas Universitarias». Actas de II Congreso de la Asociación de usuarios de INTERNET (Madrid). 1997.

- «Los servicios de proceso técnico ante el almacenamiento masivo de registros en redes de área local». Congreso sobre el CD-ROM en red (Universidad de Cádiz). 1995.